# 関和久官衙遺跡

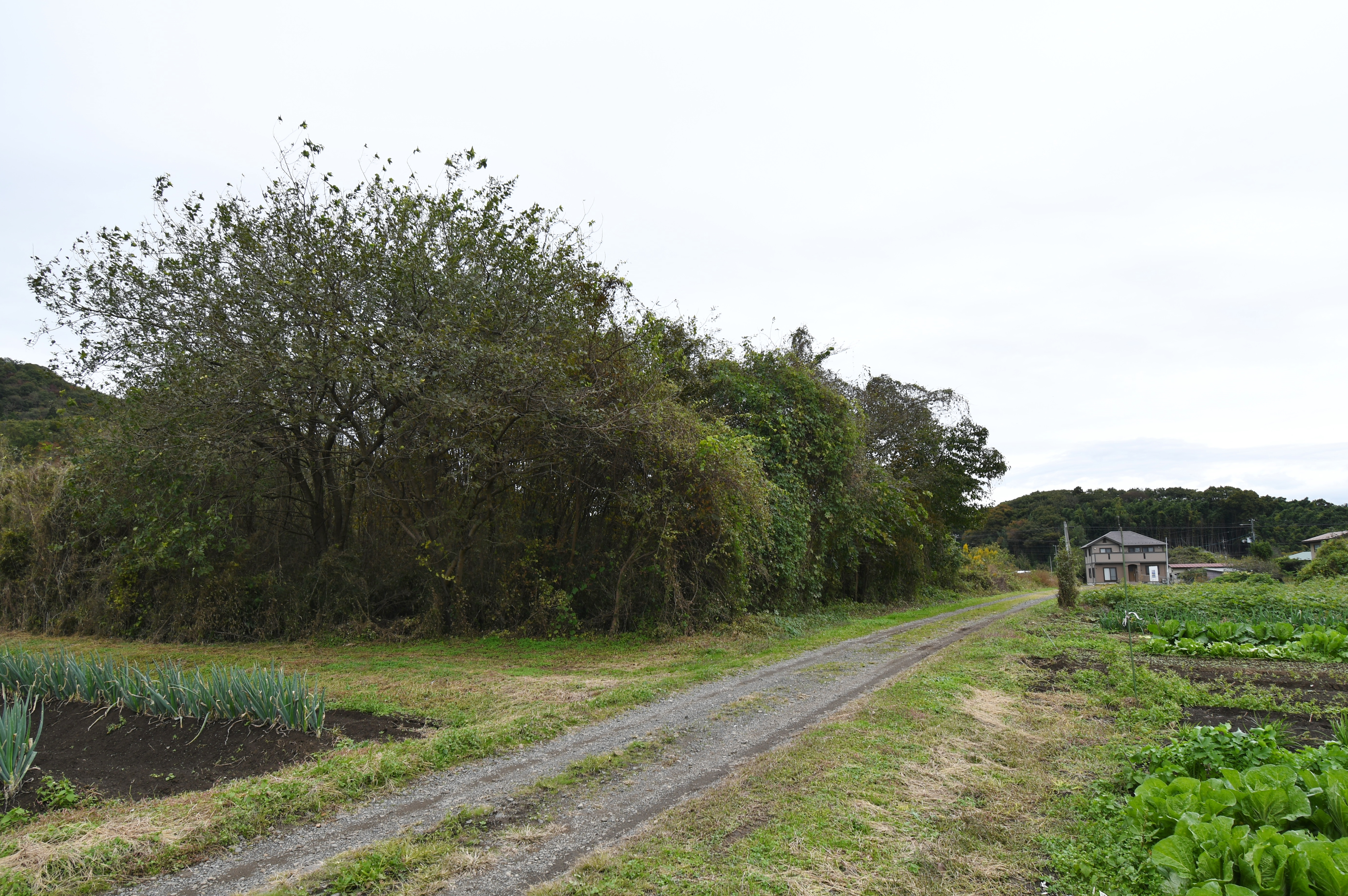
関和久官衙遺跡概観。左に南門、右奥に東門が所在。

関和久官衙遺跡（せきわくかんがいせき）は、福島県西白河郡泉崎村関和久にある古代官衙の遺跡。白河市借宿の借宿廃寺跡と共に国の史跡「白河官衙遺跡群（しらかわかんがいせきぐん）」を構成する。陸奥国白河郡の郡家跡と推定されるほか、白河関を統括する施設とする説もある。

## 概要

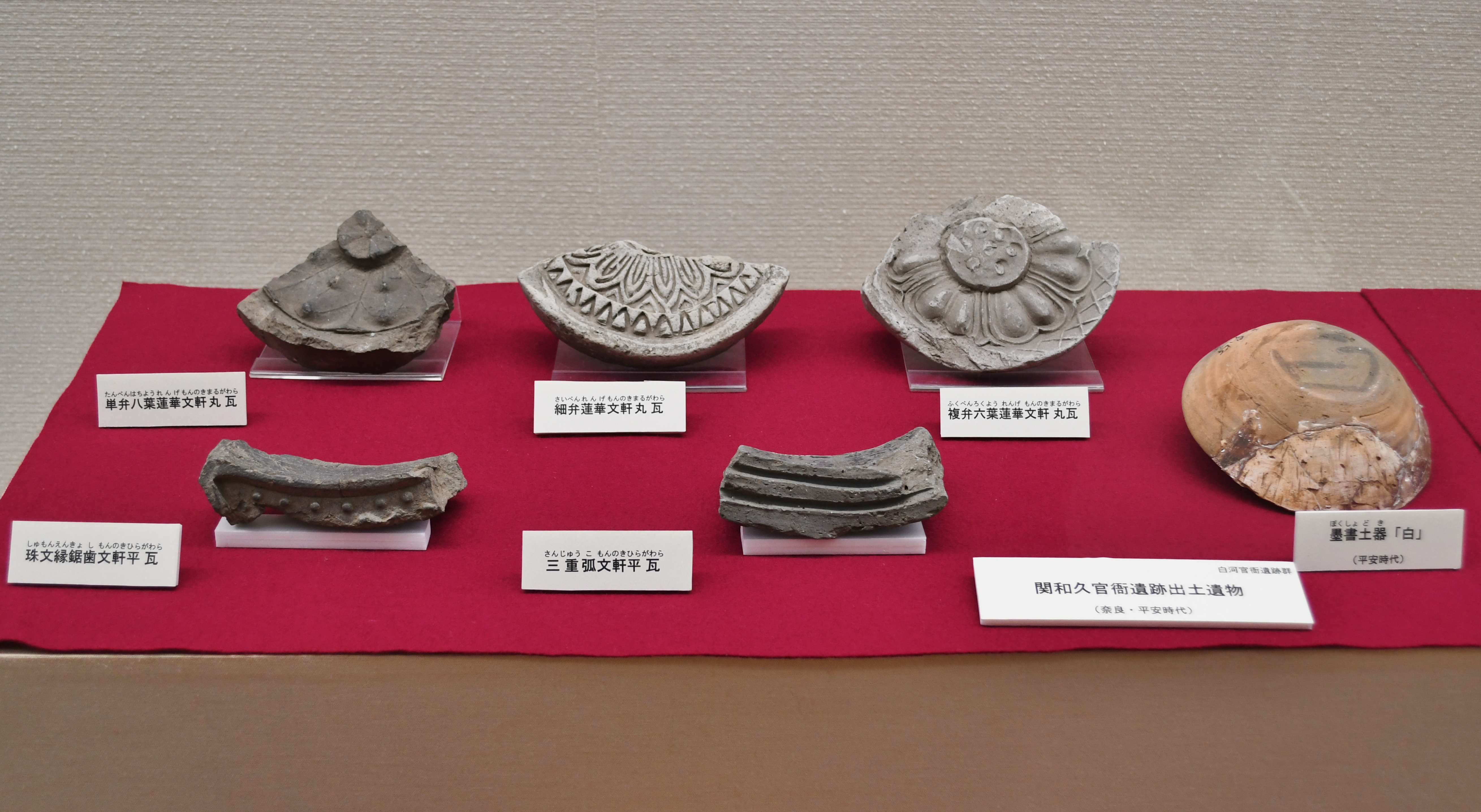
出土品白河市歴史民俗資料館展示。

本遺跡は、阿武隈川の北岸にあり、川が形成した沖積地から河岸段丘上にかけて立地し、東西270メートル、南北約460メートルの長方形をしている。
この遺跡で採取された古瓦が大正末年に学会に紹介され、世に知られるようになった。その後も有志らによって、現地調査や出土遺物の集成が行われ、礎石が確認された。また、古瓦が多賀城で使われている瓦との類似が指摘され、本遺跡の性格付けについて論議された。
1965年（昭和40年）以降に実施された発掘調査で、白河郡家であることが分かり、1984年（昭和59年）7月、国の史跡に指定された。
遺跡は長方形であり、その周りを大溝が廻っている。また、遺跡の中程を東西に川が流れており、遺跡を南北に分けている。南側の一帯から多くの倉庫建物が見つかっている。7世紀末か8世紀初めに、創建当時掘立柱建物であった倉が全面的に建て替えられ、礎石建ちの倉に建て替えられている。いずれも瓦葺きであり、校倉造の高床建物であったと推定されている。これらの倉は南北に6軒、東西に3軒が整然と建てられている。その周辺から焼け籾が大量に出土していることから、税として納められた籾が収納されていたと考えられている。一方、北側一帯からは多くの掘立柱建物が見つかっている。ここは古代の役人が戸籍作りや税の出納事務を行った場所であり、この遺跡の中心的施設と考えられている。この一帯では中央部を掘で囲み、8世紀後半には東西に建物を配置する方式が出来上がり、9世紀にはもっと整備され、南や東の塀に門が取り付けられ、内部には2軒の桁行5間、梁行2軒の掘立柱建物を中心に、数軒の建物が配置される。これらの建物群は9世紀の後半に焼失し、10世紀前半に再興されるが、同世紀のうちに廃絶してしまう。

## 文化財

### 国の史跡
- 関和久官衙遺跡（史跡「白河官衙遺跡群」のうち）
1984年（昭和59年）7月21日 、「関和久官衙遺跡」として国の史跡に指定。
2010年（平成22年）8月5日、史跡「関和久官衙遺跡」に借宿廃寺跡を追加指定して、指定名称を「白河官衙遺跡群」に変更。